# St. Evergislus (Plittersdorf)

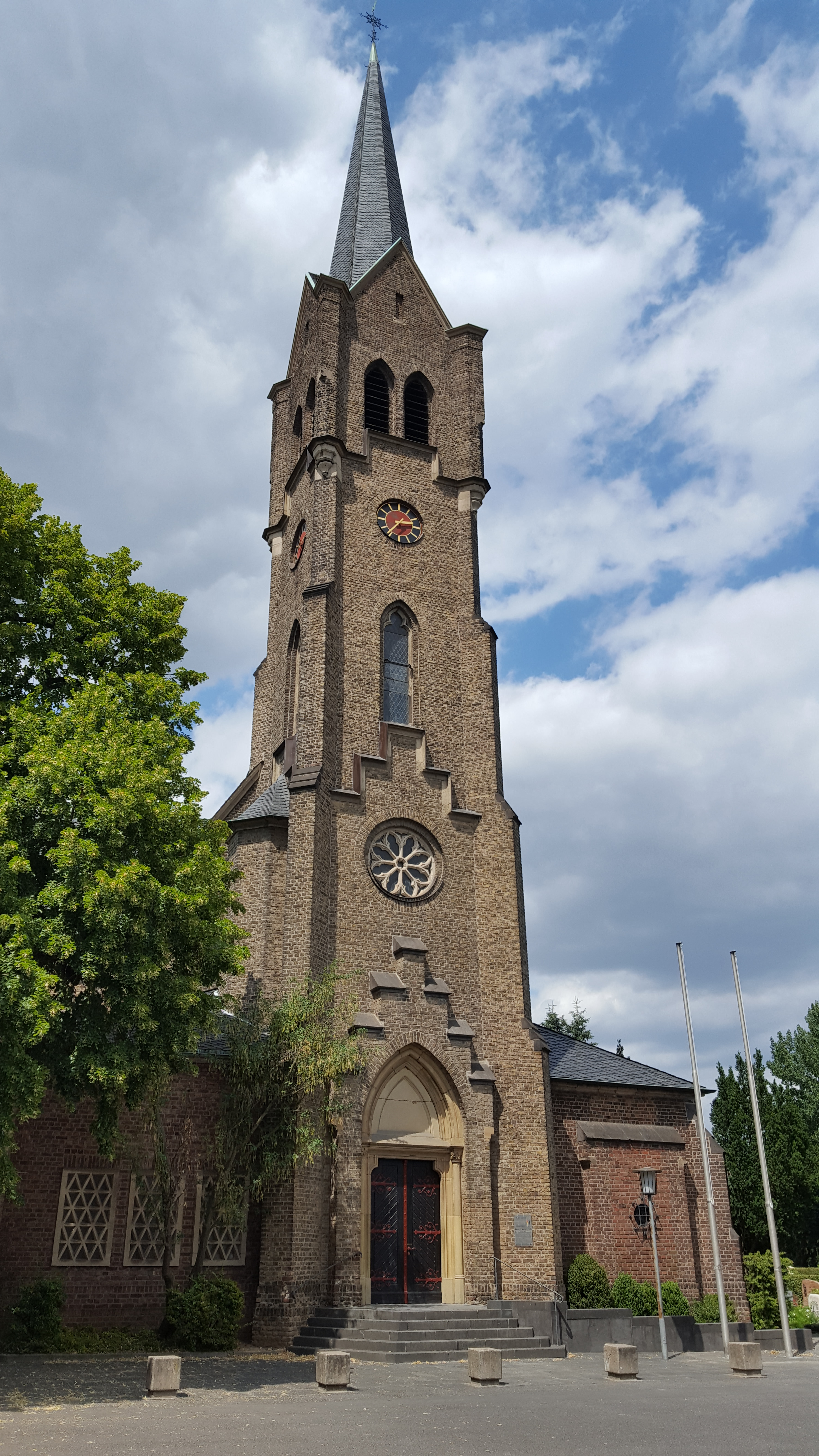
St. Evergislus in Plittersdorf

St. Evergislus ist eine römisch-katholische Kirche im Ortsteil Plittersdorf des Bonner Stadtbezirks Bad Godesberg. Die Kirche ist dem heiligen Evergislus gewidmet. Sie steht gemeinsam mit einem Steinwegekreuz aus dem Jahre 1635 und dem zugehörigen Friedhof als Baudenkmal unter Denkmalschutz.

## Lage
Die Kirche liegt am linken Rheinufer am Von-Sandt-Ufer und ist durch die Uferpromenade und den angeschlossenen Friedhof vom Rhein getrennt. Im Norden liegt das Mausoleum von Carstanjen, im Süden auf der gegenüberliegenden Straßenseite das Pfarrhaus und der Pfarrgemeindesaal. Im Osten liegt ein Parkplatz und die Auerhofstraße.

## Geschichte
Bis zu dem Abriss im Jahr 1871 stand auf dem Grundstück des heutigen Friedhofs eine Kapelle, die zur Pfarrei Rüngsdorf gehörte. Deren Glocke ist bis heute erhalten und hängt im Kirchturm von St. Evergislus. 1863 wurde die Pfarrei selbstständig. 1870 schenkte der Auerhof-Besitzer Johann Adolf Solf der Erzdiözese Köln ein Baugrundstück neben der Kapelle. Der Stadtbaumeister Paul Richard Thomann wurde zum Bauplaner bestellt, die Kirche am 7. August 1875 durch Kardinal Melchers konsekriert. Bedingt durch die stark wachsende Gemeinde erfolgten im Jahr 1911 unter Regie von Architekt Jakob Stumpf Erweiterungsmaßnahmen. Mit der Anfügung niedriger Seitenschiffe erhielt die Kirche die Anmutung einer Basilika, und die Kirche wurde mit Plastiken und Reliefs neugotisch ausgestaltet.
In den 1950er Jahren erhielt St. Evergislus weitere sakrale Kunstwerke, darunter Werke von Carl van Ackeren und Hans Driever. Seit 2001 hängt über dem Altar ein von Hermann J. Kassel geschaffenes Stahlkreuz.

## Architektur
Der Backsteinbau erstreckt sich in Nord-Süd-Richtung. Am Südende ist der Fassade ein Turm mit dem Haupteingang vorgelagert. Die Fassaden sind weitgehend schmucklos. Der Hauptbau weist einen kreuzförmigen Grundriss aus Haupt- und Querschiff auf. Das Hauptschiff wird von niedrigeren Seitenschiffen flankiert, die der Fassade ein basilika-ähnliches Erscheinungsbild geben. Dominiert wird die Kirche im hellen Inneren von farblich abgesetzten Kreuzrippengewölben und dem fünfseitigen Chor.

## Orgel
Das 1954 von der Firma Romanus Seifert aus Kevelaer erbaute Instrument steht auf Stahlträgern freischwebend und ohne Gehäuse mit offenem Prospekt über der Orgelempore. Dieses geschah aus Platzgründen, da der Raum des Chores auf der Empore erhalten werden sollte. Das Werk wurde mit freistehendem Spieltisch, elektrischen Trakturen, 2 Manualen, Pedal und 18 klingenden Registern erstellt.
| I Hauptwerk C–    |       |
| Principal         | 8′    |
| Salicional        | 8′    |
| Metallflöte       | 4′    |
| Octave            | 2′    |
| Sesquialter I-III | 2 ⁄3′ |
| Mixtur IV         |       |

| II Schwellwerk C– |       |
| Lieblich Gedackt  | 8′    |
| Principal         | 4′    |
| Spillpfeife       | 4′    |
| Rohrflöte         | 2′    |
| Quinte            | 1 ⁄3′ |
| Schalmey          | 8′    |
| Tremulant         |       |

| Pedal C–    |     |
| Subbass     | 16′ |
| Octavbaß    | 8′  |
| Gedacktbaß  | 8′  |
| Choralbass  | 4′  |
| Quintadena  | 2′  |
| Schalmeybaß | 16′ |

- Koppeln: Normalkoppeln: II/I, I/P, II/P, Sub II/I
- Spielhilfen: 2 freie Kombinationen, Tutti, Auslöser

## Glocken
Der Turm beherbergt vier Glocken. Die älteste von ihnen ist die kleine Messglocke aus dem Jahre 1854. In der Zwischenkriegszeit existierte neben dieser noch ein vierstimmiges Geläut, das bis auf die kleinste Glocke dem Zweiten Weltkrieg zum Opfer fiel. Im Jahre 1963 ergänzte die Glockengießerei Mabilon zwei große Glocken.
| Glocke | Name       | Gussjahr | Gießer, Gussort            | Durchmesser | Masse  | Schlagton (HT−1⁄16) | Inschrift                                                                                             |
| ------ | ---------- | -------- | -------------------------- | ----------- | ------ | ------------------- | --- |
| 1      | Maria      | 1963     | Mabilon, Saarburg          | 1110 mm0    | 840 kg | fis1 −4             | MARIAE VIRGINI SANCTISSIMAE PACIS REGINAM (Der heiligen Jungfrau Maria, Friedenskönigin)              |
| 2      | Joseph     | 1963     | Mabilon, Saarburg          | 981 mm      | 580 kg | gis1 −4             | SED ET BEATI JOSEPH EIUSDEM VIRGINIS SPONSI (Aber auch des hl. Joseph, Bräutigam ebendieser Jungfrau) |
| 3      |            | 1925     | Junker & Edelbrock, Brilon | 981 mm      | 350 kg | h1 −4               | |
| 4      | Messglocke | 1854     | Christian Claren, Sieglar  | 559 mm      | 120 kg | fis2 −4             | ZUR HL. MESSE RUFE ICH. KOMM HERBEI UND FREUE DICH. DEIN JESUS SELBST OPFERT SICH.                    |